# Диселенид лантана
Диселенид лантана — бинарное неорганическое соединение металла лантана и селена
с формулой LaSe2,
кристаллы.

## Получение
- Действие паров селена на металлический лантан:

{\displaystyle {\mathsf {La+3Se\ {\xrightarrow {T}}\ LaSe_{2}}}}
- Действие селеноводорода на оксид лантана:

{\displaystyle {\mathsf {La_{2}O_{3}+4H_{2}Se\ {\xrightarrow {700-800^{o}C}}\ 2LaSe_{2}+3H_{2}O+H_{2}}}}

## Физические свойства
Диселенид лантана образует кристаллы 
тетрагональной сингонии,
параметры ячейки a = 0,849 нм, c = 0,856 нм, Z = 8.
Сообщается о получении кристаллов
моноклинной сингонии,
пространственная группа P 21/a,
параметры ячейки a = 0,851 нм, b = 0,858 нм, c = 0,426 нм, β = 90,12°, Z = 4 .